# Grafton (Nueva York)
Grafton es un pueblo ubicado en el condado de Rensselaer en el estado estadounidense de Nueva York. En el año 2000 tenía una población de 1,987 habitantes y una densidad poblacional de 17 personas por km².

## Geografía
Grafton se encuentra ubicado en las coordenadas 42°46′14″N 73°27′15″O / 42.77056, -73.45417.

## Demografía
Según la Oficina del Censo en 2000 los ingresos medios por hogar en la localidad eran de $48,347, y los ingresos medios por familia eran $53,810. Los hombres tenían unos ingresos medios de $38,333 frente a los $28,750 para las mujeres. La renta per cápita para la localidad era de $21,312. Alrededor del 6% de la población estaban por debajo del umbral de pobreza.